# Săm Brăm
Săm Brăm (187?–1949), tên thật là Lơ (cũng có nguồn ghi là Kso Lơ hay Mang Lơ), thường gọi là Ma Chàm, Hội Chàm, là một nhà cách mạng Việt Nam, thủ lĩnh phong trào "nước xu" hay "nước xu đỏ" của các tộc người thiểu số miền Trung Việt Nam chống lại chính quyền thực dân Pháp thời Pháp thuộc.

## Thân thế
Săm Brăm sinh ra trong thập niên 70 của thế kỷ 19, quê ở buôn Suối Ché, tổng Bầu Bèn, huyện Đồng Xuân, nay là thôn Tân Hải, xã Phước Tân, huyện Sơn Hòa, tỉnh Phú Yên. Nguồn khác ghi rằng quê ông ở buôn Chăm Piêng, xã Bầu Bèn, nay thuộc buôn Ma Hóa cũng thuộc xã Phước Tân (huyện Sơn Hòa) ngày nay. Chưa rõ những địa danh này có đồng nhất hay không.
Săm Brăm (theo tiếng Ba Na là ông già có bộ râu đẹp) là một thầy cúng Người Chăm (Chăm H'roi). Cũng có nguồn ghi rằng cha ông là người Chăm, còn mẹ ông là người Êđê.

## Cuộc đời
Thời thanh niên, ông tham gia cuộc khởi nghĩa của Nguyễn Hào Sự (1887-1892) và ủng hộ cuộc nổi dậy của Võ Trứ (1898) ở vùng núi huyện Đồng Xuân. Khi các cuộc khởi nghĩa chống Pháp thất bại, ông về quê, trở thành một thầy cúng và thầy thuốc có tiếng trong vùng, trở thành người đứng đầu buôn. Ông thường qua lại nhiều địa phương từ miền núi đến đồng bằng, tiếp xúc với nhiều cộng đồng buôn làng. Nhận thấy được sự khổ cực của người dân, ông quyết định tìm cách vận động người dân giành lại quyền tự do làm ăn sinh sống, không phải đi phu, nộp thuế, từ đó đánh đuổi người Pháp.
Năm 1935, Săm Brăm tự xưng là "thánh sống", tổ chức rải "nước thánh" sau mỗi lễ cúng Giàng. Mỗi người sau khi nhận "nước thánh" sẽ để lại một đồng xu. Thông qua hoạt động này, Săm Brăm sẽ thông báo mục tiêu chống Pháp cho người tham dự. Người tán thành sẽ trở thành thành viên của phong trào. Khởi đầu từ buôn Ma Chàm nơi gia đình Săm Brăm sinh sống, phong trào lan rộng ra các buôn làng người Êđê, Chăm, Ba Na ở Phú Yên, Bình Định; người Ca Dong, H'rê, Cor ở Quảng Ngãi; người Xê Đăng ở Quảng Nam,...
Cuối năm 1936, nhận thấy được sự nguy hiểm của phong trào, đồn trưởng Tân An Bourgerire cho lính đến bắt giữ Săm Brăm. Khi đó, ông đang kể Khan ở buôn Êa Khanh (Cheo Reo). Sau khi bắt giữ, lính Pháp cũng tịch thu tài sản và thiêu hủy toàn bộ nhà cửa của ông. Ngày 25 tháng 7 năm 1937, ông bị giam ở đồn Trà Kê, sau đó lần lượt di chuyển sang Pleiku, Buôn Ma Thuột, Sông Cầu, Thanh Hóa. Dù bị bắt giữ, nhưng phong trào của ông vẫn lan tỏa mạnh mẽ và phát triển thành cuộc khởi nghĩa vũ trang kéo dài trong khoảng thời gian 1936–1939, đẩy lui người Pháp ra khỏi vùng Thồ Lồ.
Ngày 2 tháng 9 năm 1938, ông bị Tòa án phong tục Darlac xử 10 năm tù và phạt 500 đồng bạc Đông Dương. Ông gửi đơn kiến nghị lên Khâm sứ Trung Kỳ, cho rằng bản thân bị bắt khi đang chữa bệnh cho người dân, chứ không tham gia hành động chống Pháp. Tòa án phong tục sau đó xử lại, ân xá xuống còn 5 năm tù và 250 đồng bạc Đông Dương. Tuy nhiên, ông vẫn bị giam giữ lâu hơn án tù trên, đến tận khi Nhật đảo chính Pháp (tháng 3 năm 1945) thì ông mới được tù chính trị cộng sản giải thoát. Khi trở về, ông liên hệ với những người từng tham gia phong trào "nước xu" ngày trước để tổ chức lực lượng tham gia khởi nghĩa giành chính quyền.
Tháng 9 năm 1945, Cách mạng tháng Tám thành công, Săm Brăm trở thành Phó Chủ nhiệm Ủy ban Việt Minh tỉnh Phú Yên. Tháng 5 năm 1946, ông từng ra Hà Nội gặp gỡ Chủ tịch Hồ Chí Minh và được tặng một thanh kiếm.
Trong thời gian kháng chiến chống Pháp, căn nhà của ông là nơi tiếp tế cho các chiến sĩ Vệ quốc đoàn. Ông mất năm 1949.

## Vinh danh
Tên của ông được đặt cho một con đường ở phường Ea Tam, thành phố Buôn Ma Thuột, tỉnh Đắk Lắk.